# Auntie Christ
Auntie Christ is een Amerikaanse punkrockband, met Exene Cervenka en D.J. Bonebrake van de band X en Matt Freeman van de band Rancid.

## Bezetting
- Exene Cervenka[3]
- D.J. Bonebrake[4]
- Matt Freeman[5]

## Discografie
- Life Could Be A Dream

Tracklist:
1. Bad Trip
2. I Don't
3. Not You
4. Tell Me
5. A Rat in the Tunnel of Love
6. Look out Below
7. The Virus
8. The Nothing Generation
9. The Future is a War
10. With a Bullet